# Opuntia chaffeyi
Opuntia chaffeyi es una especie fanerógama perteneciente a la familia  Cactaceae. 

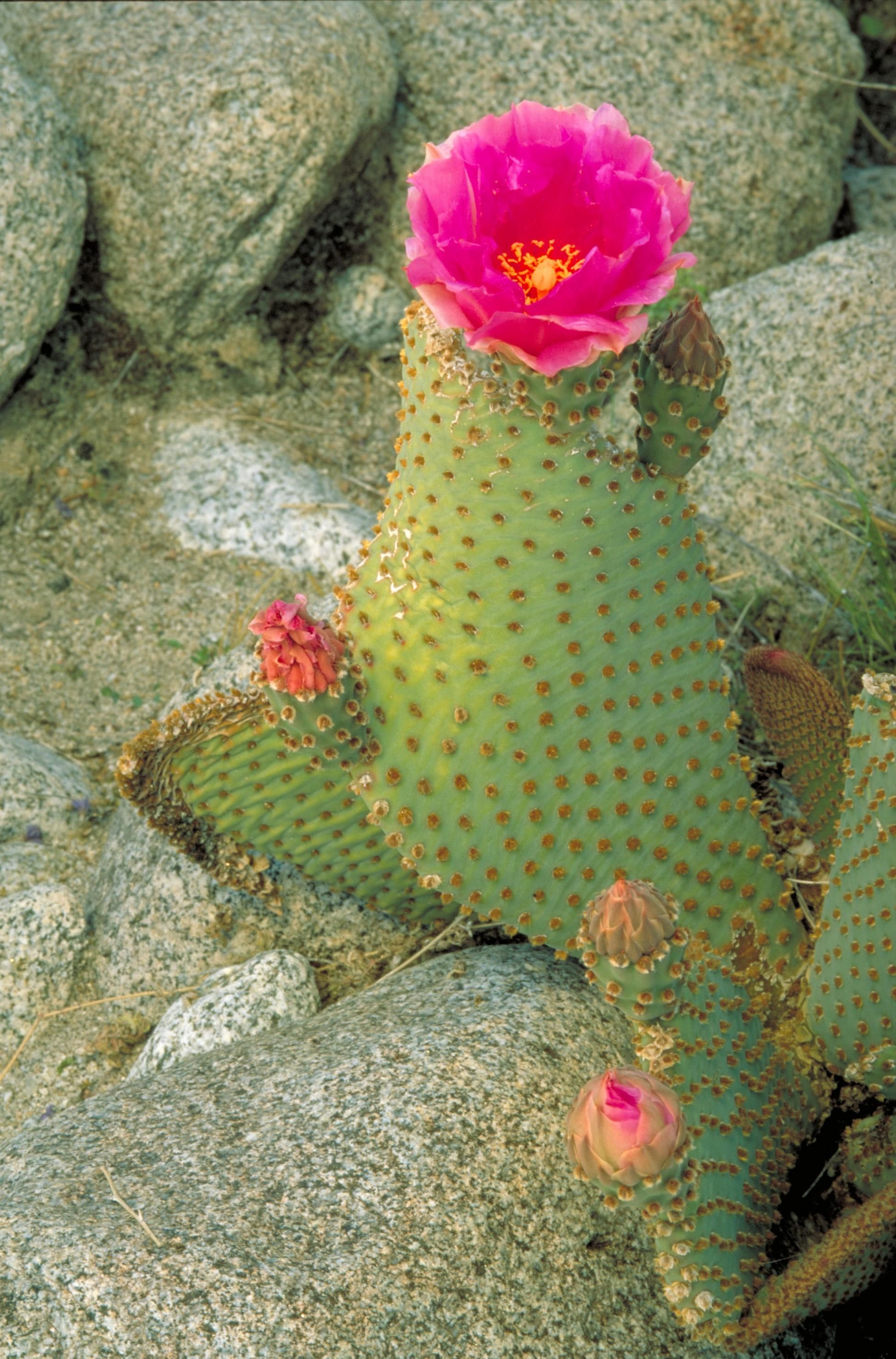
Creciendo entre rocas

## Distribución
Es endémica de México en Zacatecas. Su hábitat natural son los cálidos desiertos. Está tratada en peligro de extinción por pérdida de hábitat. 

## Descripción
Opuntia chaffeyi crece muy ramificada y prostada. Sus brotes surgen de un rizoma que mide hasta 35 centímetros de largo y tiene un diámetro de hasta 4 cm. Los recién formadas secciones anuales son suaves y ligeramente aplanadas  de color azul-verdoso o rojizo con 7 mm de espesor. Sus hojas son testimoniales. Las pequeñas y redondas areolas son de color blanco al principio, luego marrón, lanudas y con numerosos  gloquidios amarillos. La inflorescencia en espiga es de color blanco a amarillo pálido. Los pétalos de las flores son de color amarillo limón y el exterior ligeramente rojizo.

## Taxonomía
Opuntia chaffeyi  fue descrita por Britton & Rose y publicado en Contributions from the United States National Herbarium 16(7): 241, t. 72. 1913.
Etimología
Opuntia: nombre genérico  que proviene del griego usado por Plinio el Viejo para una planta que creció alrededor de la ciudad de Opus en Grecia.

chaffeyi: epíteto otorgado en honor de Elswood Chaffey (1850-1920), quien descubrió la especie.